# Gelis albicinctoides
Gelis albicinctoides là một loài tò vò trong họ Ichneumonidae.